# アーゼンドルフ (ディープホルツ郡)
アーゼンドルフ (ドイツ語: Asendorf, 低地ドイツ語: Asendörp) は、ドイツ連邦共和国ニーダーザクセン州ディープホルツ郡のザムトゲマインデ・ブルーフハウゼン＝フィルゼンに属す町村（以下、本項では便宜上「町」と記述する）である。

## 地理

### 位置
この町はブレーメンの南 36 km に位置する、ザムトゲマインデ・ブルーフハウゼン＝フィルゼンで2番目に大きな町である。

### 自治体の構成
アーゼンドルフは以下の地区で構成されている。
- アーゼンドルフ（中核地区）
- ブレッバー
- エッセン
- グラウエ
- ヘンドルフ
- ホーエンモール
- クーレンカンプ
- ユプゼン

## 歴史

### 地名
この集落は1252年に Asenthorpe、1330年に Asendorpe という表記で記録されている。Aso は、ゲルマン語の Ans、すなわちゲルマンの異教の神であるアース神族 (ドイツ語: Asen) に由来する可能性がある。8世紀以降の文書には、Anso、Aso、Aaso、Asso、Oso、Ossoといった表記がなされている。一方、ランゴバルト族の人名 Aso あるいは Anso に由来する可能性もある。

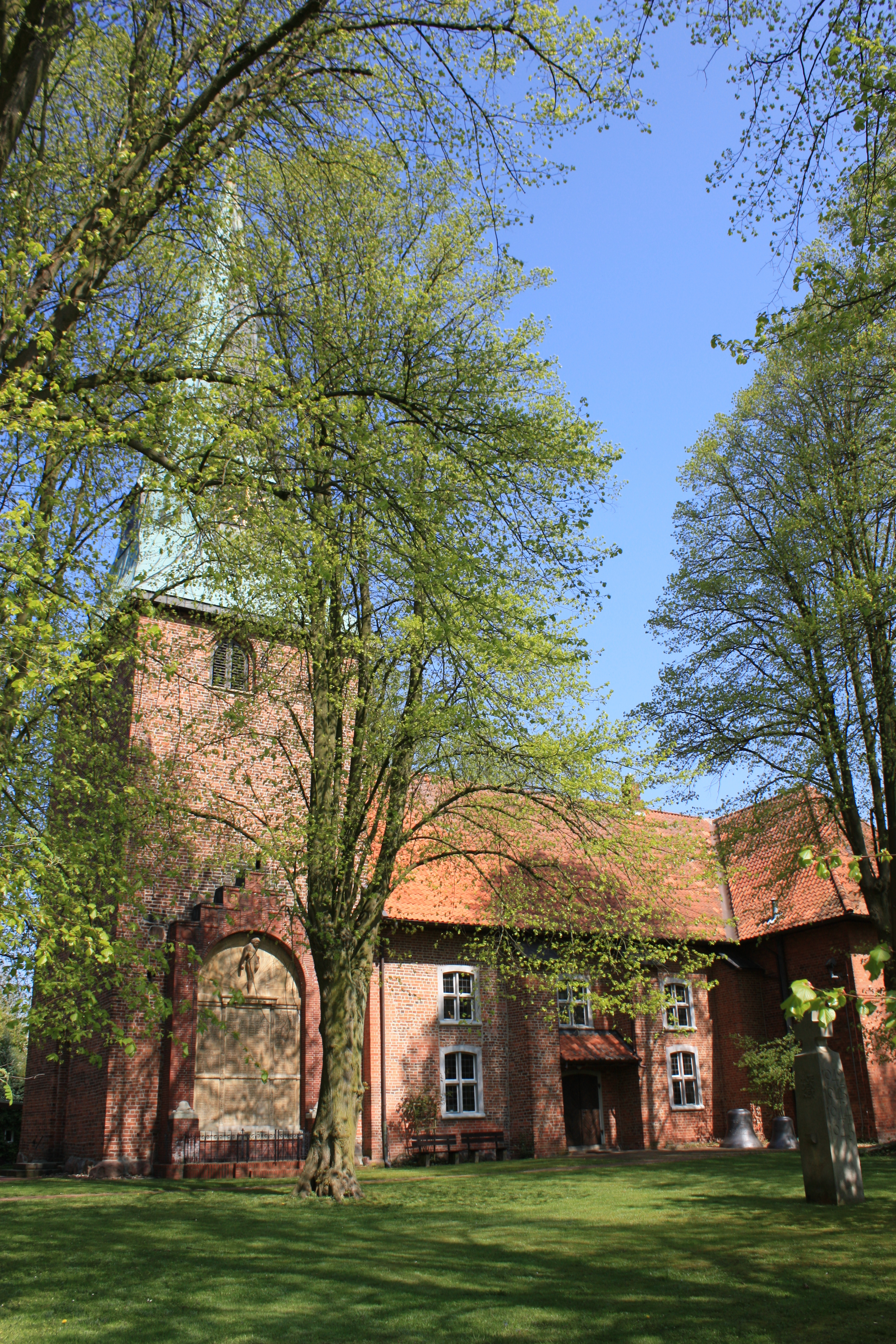
聖マルケルス教会

### 略史
この集落は1091年に初めて文献に記述されている。この文書には、この年に起こった以下の様な事件が記されている。シュトゥンペンフーゼン家のゲルハルト2世はかつて、アーゼンドルフに7つの農場と8戸の農奴、ユプゼンの4つの農場を教会に譲渡することになっていた。しかし彼はアーゼンドルフの4つの農場とユプゼンの2つの農場を譲渡しただけであったため教会領主から破門され、非難された。教会は彼を詐欺および農場と農奴の借金について裁判に訴えた。この地域の教会の最高位者であるブレーメン大司教リーマーと、王権の保持者として家臣であるマグヌス公が議長を務めた。この裁判には300人以上が参加した。
アーゼンドルフは当時すでに、ランベルトゥスを長老とする教区を形成しており、教会堂があったことは間違いない。村落の形成はそれよりもかなり以前であるが、1991年に公式に900年祭を祝った。
1250年頃に教区教会がはっきりと記述され („parochia in Asenthorpe“)、16世紀の教会台帳にさらなる記載が見られる。
アーゼンドルフの教会が属したブレーメンの聖パウル修道院は、ブラウンシュヴァイク＝リューネブルク公のホーヤ伯領占領によって生じた損害の弁済を拒否した。これを承けてホーヤ伯ヨプスト2世はアーゼンドルフの修道院領を差し押さえた。
1524年に聖マルケルス教会の塔が建設され、教会堂が拡張された。1778年に教会堂が新築され、1909年に翼廊とアプスが増築された。1950年から1964年までの間に、教会内部の絵画を含む全体の修復が行われた。
1898年に軽便鉄道ホーヤ - ジーケ - アーゼンドルフ線が開通した。この路線は1900年にブルーフハウゼン＝フィルゼン - アーゼンドルフ間が延長された。アーゼンドルフ駅は現在、ドイツ初の保存鉄道の終点駅となっている。現在の連邦道 B6号線は、1771年にはすでにジーケからヴィーツェンまでのルートが設定されていたが、舗装されていなかった。1810年から1826年になってやっと完成した。
2001年から2013年までこの町は、ニーダーザクセン村落刷新プログラムの支援を受けていた。

### 町村合併
ザムトゲマインデ・アーゼンドルフは1974年3月1日に地域再編によって廃止され、ブレッバー、エッセン、グラウエ、ヘンドルフ、ホーエンモール、クーレンカンプ、ユプゼンとともに町村アーゼンドルフとして統合された。

## 住民

### 人口推移
| 年   | 人口（人） | 出典  |
| ---- | ---------- | ----- |
| 1885 | 444        | [ 4 ] |
| 1910 | 636        | [ 5 ] |
| 1925 | 758        | [ 4 ] |
| 1933 | 11820      | [ 4 ] |
| 1939 | 11700      | [ 4 ] |
| 1950 | 17960      | [ 6 ] |
| 1956 | 14470      | [ 6 ] |

| 年   | 人口（人） | 出典  |
| ---- | ---------- | ----- |
| 1961 | 3497 ¹     | [ 3 ] |
| 1970 | 3161 ²     | [ 3 ] |
| 1975 | 2824 ³     | [ 7 ] |
| 1980 | 2849 ³     | [ 7 ] |
| 1985 | 2740 ³     | [ 7 ] |
| 1990 | 2810 ³     | [ 7 ] |
| 1995 | 3123 ³     | [ 7 ] |

| 年   | 人口（人） | 出典  |
| ---- | ---------- | ----- |
| 2000 | 3043 ³     | [ 7 ] |
| 2005 | 3049 ³     | [ 7 ] |
| 2010 | 3041 ³     | [ 7 ] |
| 2015 | 2919 ³     | [ 7 ] |
| 2018 | 2943 ³     | [ 7 ] |

¹ 6月6日（現在の町域にあたる範囲の人口）

² 5月27日（現在の町域にあたる範囲の人口）

³ 12月31日

## 行政

### 議会
アーゼンドルフの議会は、13議席からなる。人口2001人から3000人のザムトゲマインデに対する議員定数12議席に、調整議席が加わったためである。議員は5年ごとの直接選挙で選出される。
議会では、議員の他に首長も投票権を有している。

### 首長
アーゼンドルフの町長はハインフリート・カッペルト (UWG) である。

### 紋章
図柄: 金地。2本の金色の細い線が入った黒の逆斜め帯（向かって左下から向かって右上）で2分割。上部は、直立し下部が胸板でつながった、赤い爪を持つ2本の黒いクマの腕。下部は、1:2:2:2:1に配置された8枚の丸く刻印のない赤い硬貨。
解説: 新旧市民向けのパンフレットには以下の記述がなされている。
アーゼンドルフの町の紋章は、B6号線を表す対角線上の帯が上部の2本のクマの腕と下部の刻印のない赤い硬貨とを分割している。後者はアーゼンドルフで発見された硬貨を表すが、同時にそれぞれの地区を示してもいる。

## 文化と見所

### 建築
アーゼンドルフの建築文化財リストには40件の建築文化財が記述されている。たとえば、以下のものがある。
- 中心部は中世に建造された聖マルケルス教会。レンガ造りのザールキルヒェ（ドイツ語版、英語版）である。

### 芸術展示
クンスト＝シュッペン・アーゼンドルフ（直訳: アーゼンドルフ芸術倉庫）は2010年に、アーゼンドルフ駅前、保存鉄道の路線に直接面した旧倉庫でオープンした。木組み倉庫の田舎の雰囲気の中、約 220 m2 のスペースで様々な芸術家が作品を創作している。この施設はクンスト＝シーネ（直訳: 芸術軌道）が運営している。

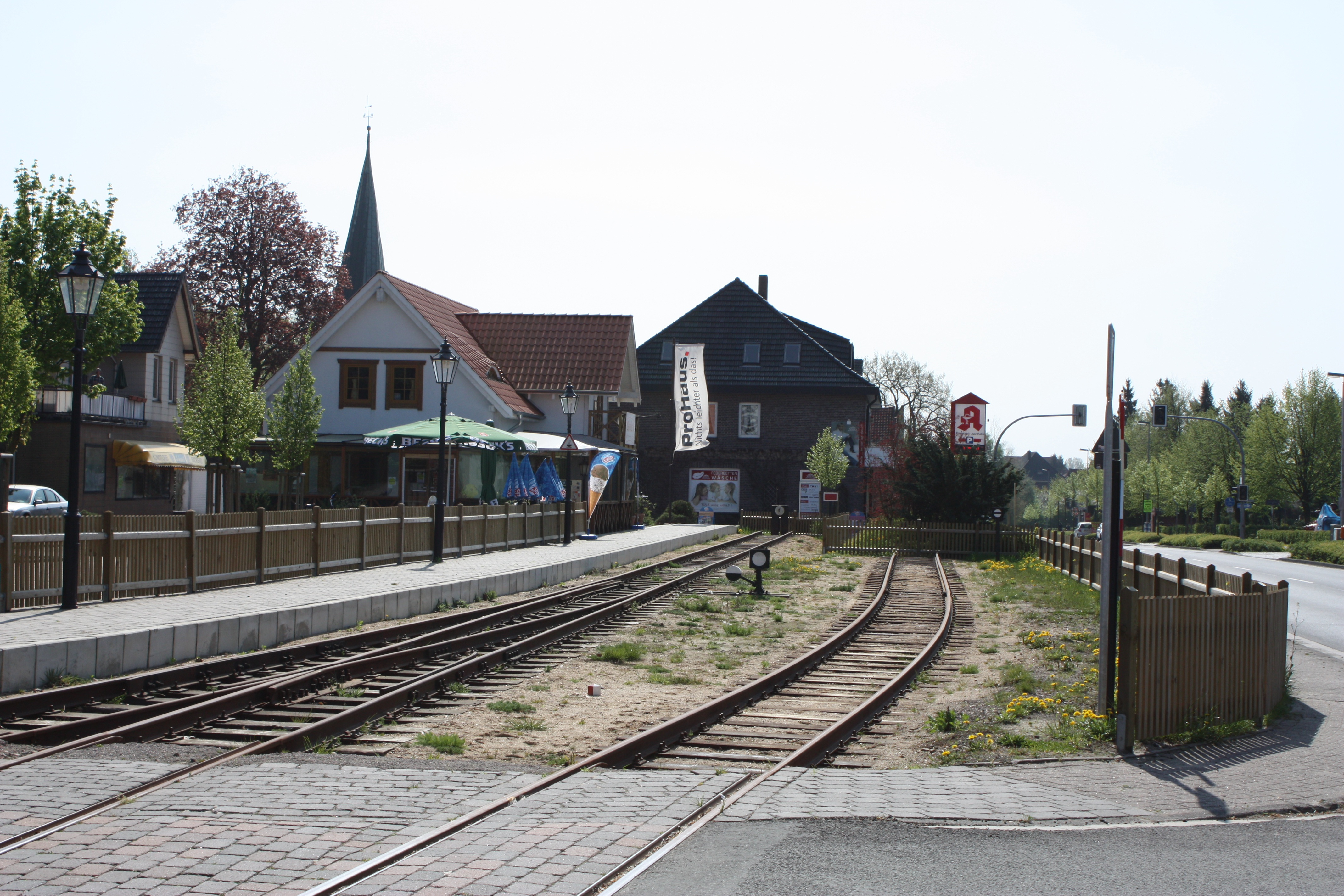
保存鉄道のアーゼンドルフ駅

### 博物館
- アーゼンドルフ自動車博物館は1980年に開館した。小型車を中心に約 60 台の車両が展示されている[13]。
- ニーダーザクセン軽便鉄道博物館（鉄道ブルーフハウゼン＝フィルゼン - アーゼンドルフ博物館）は、ドイツ初の保存鉄道であり、メートル軌の狭軌鉄道である。ドイツ鉄道協会が運営している。

## 経済と社会資本

### 交通
連邦道 B6号線 ハノーファー - ブレーメン線がこの町を通っている。さらにアーゼンドルフは、保存鉄道が運行されるブルーフハウゼン＝フィルゼン - アーゼンドルフ線沿いに位置している。

## 人物

### ゆかりの人物
- ダーフィット・ハインリヒ・ホッペ（1760年 -　1846年）薬剤師、植物学者、昆虫学者。ブルーフハウゼン＝フィルゼンからアーゼンドルフに通じる道は彼にちなんで名付けられている（ダーフィット＝ホッペ＝ヴェーク）。